# Agnieszka Rehlis
Agnieszka Rehlis (ur. 1971) – polska śpiewaczka operowa, mezzosopran.

## Edukacja
W roku 1996 ukończyła z wyróżnieniem studia na Wydziale Wokalno-Aktorskim Akademii Muzycznej im Karola Lipińskiego we Wrocławiu, w klasie Barbary Werner. Podczas studiów, w latach 1993–1996, była stypendystką Ministerstwa Kultury i Sztuki.

## Kariera artystyczna

### Scena
Pierwsze artystyczne kroki postawiła na deskach Opery Wrocławskiej, w roli Jadwigi w Strasznym dworze Moniuszki (w reż. Adama Hanuszkiewicza) w roku 1996. Tam też realizowała swój pierwszy repertuar, śpiewając w operach: Verdiego (Fenenę w Nabucco, Florę Bervoix w Traviacie, Meg Page w Falstaffie, Maddalenę w Rigoletcie), Mozarta (Cherubina w Weselu Figara, Dorabellę w Così fan tutte, Drugą damę w Czarodziejskim Flecie), Wagnera (Frykę w Złocie Renu, Schwertleite w Walkirii), Gounoda (Siebel w Fauście), Bizeta (Mercedes w Carmen), Paderewskiego (Azę w Manru), Rudzińskiego (Eurydykę w Antygonie). Występowała również w widowiskach operowych wystawionych w Hali Stulecia we Wrocławiu, reżyserowanych przez Ewę Michnik: w Carmen, Nabucco, Trubadurze, Strasznym dworze, Skrzypku na dachu, Złocie Renu, a także w premierze Giocondy Ponchiellego zaprezentowanej na wrocławskim brzegu Odry i zarejestrowanej przez Telewizję Polską w roku 2003. Po zakończeniu współpracy z Operą Wrocławską w 2007 r. artystka nie związała się na dłużej z żadnym teatrem, angażując się wyłącznie jako wolny strzelec.
W Teatrze Wielkim – Operze Narodowej debiutowała jako Fenena w Nabucco w roku 2003, w roli, do której w latach 2008–2019 wielokrotnie tutaj wracała. Na narodowej scenie wystąpiła w premierowych spektaklach jako: Mafio Orsini w Lukrecji Borgii Donizettiego w 2009, Lisa w Pasażerce Wajnberga w 2010, Marta w Jolancie Czajkowskiego w 2013, Hagar w prawykonaniu opery Knapika Moby Dick w 2014, czy Wróżka w Ognistym aniele Prokofiewa w 2018. Debiutowała u boku Edity Gruberovej w roli Adalgizy, w koncertowym wykonaniu Normy Belliniego w roku 2017, „Agnieszka Rehlis śpiewa silnym, ujmującym mezzosopranem o szlachetnej barwie", „to głos wspaniały i doskonale radzący sobie w zawrotnych trudach belcanta”, zauważono.
Wykonywała również partie wokalne w spektaklach baletowych Teatru Wielkiego: m.in. pieśni Wesendonck Lieder Wagnera, podczas premiery baletu Tristan w 2009 oraz pieśni Berlioza w balecie Chopin w 2010, spektaklu, w którym wystąpiła także w Teatrze Maryjskim w Sankt Petersburgu.
Współpracowała równocześnie z innymi teatrami operowymi. Z Operą Krakowską: w roli Kompozytora w Ariadnie na Naksos Straussa (2012–2016), co odnotował Dziennik Teatralny, „Dźwięczny i soczysty mezzosopran elektryzował szczególnie przy okazji wysokich tonów, które osiągała z lekkością"; w roli Orfeusza w Orfeuszu i Eurydyce Glucka (2013–2015), oraz Azuceny w Trubadurze (2013–2014), wystawionym po raz pierwszy w historii krakowskiej sceny, „Prawdziwym odkryciem była Agnieszka Rehlis. Wiedziałam, że to świetna śpiewaczka, nie przypuszczałam, że stać ją na taki dramatyzm", pisał Dziennik Polski. Z Operą Podlaską w Białymstoku: w roli Jadwigi w Strasznym dworze Moniuszki (2012–2014); i w roli tytułowej w Carmen Bizeta (2015–2017).
W 2010 roku wzięła udział w światowej prapremierze opery Pasażerka Wajnberga (na motywach książki Zofii Posmysz), wcielając się w rolę Hannah. Przedstawienie zostało zaprezentowane podczas Festiwalu w Bregencji na pływającej scenie zbudowanej na Jeziorze Bodeńskim. W tym samym roku w warszawskiej premierze tejże opery kreowała rolę Lisy, „Agnieszka Rehlis jako Lisa była świetna, zarówno pod względem wokalnym, jak i aktorskim. Jej przeistoczenia z Niemki osaczonej przez przeszłość w panią życia i śmierci były przekonujące i przerażające zarazem". Do produkcji tej wracała jeszcze dwukrotnie w Teatrze Wielkim (2012, 2016). Uczestniczyła także w wykonaniach tego dzieła w USA, debiutując m.in. w: Houston Grand Opera i podczas Lincoln Center Festival w Nowym Jorku w 2014; w Lyric Opera w Chicago w 2015; oraz we Florida Grand Opera w Miami w 2016.
W roku 2016 debiutowała w swojej wymarzonej, jak się wyraziła w wywiadzie dla Radiowej Dwójki, roli Amneris w Aidzie Verdiego w Estońskiej Operze Narodowej w Tallinnie, jak relacjonowano, „Pulsującym centrum mocy wokalnej jest Amneris. Mezzo Agnieszki Rehlis kipi siłą, złością i zmysłowością ... Okazuje się być stanowczym w każdej sytuacji, gładko prześlizguje się po rejestrach i porusza nas szczególnie w arii Ohimè! Morir mi sento".
Zagraniczna kariera śpiewaczki nabrała tempa po tym gdy przyjęła zaproszenie do współpracy z londyńską agencją TACT International. Pojawiła się zatem na letnim Festiwalu DomStufen w roku 2017, debiutując w roli Azuceny w Trubadurze Verdiego, spektaklu zainscenizowanym na tle malowniczej Katedry w Erfurcie. Entuzjastycznie przyjęty przez publiczność występ, przyniósł solistce szereg pochlebnych recenzji: „Agnieszka Rehlis wyróżniała się wyraźnie jako Azucena; pełna wigoru i słyszalnego wewnętrznego blasku młoda Polka prowadzi swój wspaniały głos altowy nad wszystkimi belcantowymi klifami jak sen", pisał Thüringer Allgemeine, „... jest aktorką z temperamentem, obdarzoną głosem o dużej mocy i wyrazistej barwie. To czyni ją gwiazdą spektaklu. Publiczność została całkowicie porwana", „Jej wcielenie w rolę należy ocenić jako doskonałe. Jej głos, pomiędzy mezzo i altem, w każdej nucie uderza siłą i wewnętrznym ciepłem.", relacjonował muzyczny Online Merker. Jesienią udała się do drezdeńskiej Semperoper, aby wystąpić w Trojanach Berlioza. Debiutowała także w Opernhaus Zürich, oraz w Scottish Opera w Glasgow, jako Wróżka w Ognistym aniele Prokofiewa, a za rok także na Międzynarodowym Festiwalu Sztuki Operowej w Aix-en-Provence.
Sceniczny rok 2018 rozpoczęła w stolicy Szwajcarii, gdzie na trzy miesiące wróciła do roli Azuceny otwierając nową inscenizację Trubadura w Konzert Theater Bern. Przedpremierową atmosferę podgrzewał fakt, że opera będąca jedną z najpopularniejszych w repertuarze lirycznym, nie była w Bernie dotychczas wystawiana, głównie ze względu na trudności w znalezieniu odpowiedniej klasy wykonawców dla czterech głównych ról. Wydarzenie odbiło się więc szerokim echem; „Agnieszka Rehlis, wyzwoliła prawdziwe Stride la vampa ... Co za głos! Co za zaangażowanie! Wreszcie prawdziwy verdiowski mezzosopran", recenzowała paryska ResMusica, „Agnieszka Rehlis w roli Azuceny to czysty blask, jej mroczne mezzo uwodzi”, „Największe brawa na premierze odbiera polska śpiewaczka", pisali krytycy. Niemal całą jesień spędziła w Niemczech, dając serię przedstawień w tytułowej roli w Carmen Bizeta, równocześnie na tej samej scenie występując w roli Amneris w Aidzie Verdiego, w Aalto-Theater w Essen.
W następnym roku debiutowała, na deskach Bayerische Staatsoper w Monachium, partią, którą przez wiele sezonów kreowała w Warszawie – rolą Feneny w Nabucco Vediego. Stamtąd bezpośrednio, udała się do Teatro de la Maestranza, aby wziąć udział w premierze nowej produkcji Trubadura, który powrócił do Sewilli po niemal dwudziestu latach, „polska mezzosopranistka jako Azucena, demonstruje absolutne mistrzostwo od strony tragizmu swojej postaci, czemu sprzyja nienaganna regulacja szerokiej tessitury, uwydatniona precyzyjnym strojeniem i wyrazistym charakterem każdej frazy", „Agnieszka Rehlis pokazała spektakularny i niemal dziki dolny rejestr, z którego bez wysiłku salwowała się na szczyty. Do tego jest świetną aktorką", komentowały serwisy muzyczne. Sezon ten zakończyła w nieco lżejszym repertuarze w Komische Oper w Berlinie debiutując w roli Chiwrji w Jarmarku soroczyńskim Musorgskiego. Następnie wzięła udział w premierze Zmierzchu Bogów Wagnera w Teatro Campoamor w Oviedo, by pod koniec roku wrócić do Essen ponownie jako Carmen.
Rok 2020 zapowiadał się dobrze. Pierwszym, w operowym kalendarzu, był Ognisty anioł w Teatrze Wielkim w Warszawie. Następnie solistka udała się na próby do Aalto-Theater w Essen, gdzie miała debiutować po raz trzeci, tym razem jako Księżniczka Eboli w premierowym przedstawieniu opery Don Carlo Verdiego, jednak z powodu zaczynającej się właśnie pandemii COVID-19 władze teatru zdecydowały o odwołaniu premiery i wszystkich następnych spektakli. Ten sam los spotkał Nabucco w Operze Narodowej Chile – Teatro Municipal w Santiago, w którym miała debiutować w czerwcu. Następnym wydarzeniem które anulowano była Aida w Sydney Opera House. Dopiero we wrześniu, gdy restrykcje sanitarne zelżały, mogła wystąpić w Teatrze Narodowym w Pradze, gdzie wcieliła się w postać Amneris w Aidzie.
Kolejny rok rozpoczął się w cieniu pandemii. Kilka kontraktów, w tym z La Scalą, i z Teatro Massimo, gdzie miała debiutować rolą Ulryki w Balu maskowym, przepadło. Odwołano też Carmen w Essen. Szalę goryczy przepełnił nieudany wyjazd na letni festiwal operowy do Sydney Opera House, gdzie planowała spędzić półtora miesiąca, kreując partię Amneris w Aidzie. W chwili gdy postawiła stopę na australijskim kontynencie, władze sanitarne ogłosiły wstrzymanie wszelkich imprez. Artystce nie tylko nie udało się wystąpić ale była zmuszona odbyć wielodniową kwarantannę w izolowanym pokoju hotelowym. Pisała wtedy, że jest bliska rezygnacji. Jednak w październiku 2021 nastąpił pozytywny zwrot. Została zaproszona do Zurychu do najnowszej inscenizacji Trubadura. Wydarzenie, które miało być jednocześnie debiutem nowego dyrektora muzycznego Opernhaus Zürich, ściągnęło uwagę prasy. Dodatkowym wyzwaniem był fakt że w gwiazdorskiej obsadzie, z Piotrem Beczałą i Mariną Rebeką, miała zastąpić cieszącą się światowym uznaniem Anitę Rachvelishvili. Występ ten okazał się wielkim sukcesem, Polkę nazwano „gwiazdą wieczoru", „niespodzianką produkcji", „najbardziej barwną i wzruszającą", a jej wykonanie: „zapierającym dech w piersiach", „olśniewającym", czy „oszałamiającym". Zwracano też uwagę na gorące przyjęcie publiczności. Po wyczerpującej serii 9 spektakli wróciła do Kraju by prawie natychmiast wyruszyć do Kopenhagi aby wziąć udział w Requiem Verdiego z Duńską Narodową Orkiestrą Symfoniczną.
Rok 2022 rozpoczęła debiutem w Aidzie, na deskach najstarszej spośród scen operowych - Teatro di San Carlo w Neapolu, o czym pisała włoska prasa, „Ponad wszystko wyróżnia się Agnieszka Rehlis. Całą swoją interpretację skupia na umiejętnej grze równowagi pomiędzy różnymi elementami, które składają się na powstanie portretu Amneris ... Barwa o mocnych, wypolerowanych odcieniach i pieczołowita kontrola różnych poziomów rejestru wokalnego pozwalają śpiewaczce bezbłędnie poradzić sobie ze Sceną Sądu", „jeszcze bardziej verdiowski (był) głos polskiej mezzosopranistki, która osiągnęła szczyty jakości swoją unikalną i nadzwyczajną Amneris … wykonawczyni wyróżnia się miękkim, gęstym i elastycznym głosem, i jeszcze bardziej wyrazistą osobowością, gwarantując rytmiczną punktualność, wigor dramatyczny i przepiękne verdiowskie brzmienie". Z historycznego serca opery, udała się bezpośrednio do Teatro Real w Madrycie aby wystąpić w premierze Ognistego Anioła Prokofjewa, tym razem w podwójnej roli: Wróżki oraz Właścicielki hotelu. Tego lata, jako Amneris, pojawiła się na Festiwalu Operowym w Savonlinna, gdzie mogła nie tylko śpiewać, ale również wypoczywać w malowniczym otoczeniu zamku Olavinlinna przed jednym z najważniejszych wydarzeń, jakim był jesienny debiut w nowej produkcji Aidy w Londynie. 25 września, wystąpiła w spektaklu premierowym na deskach Royal Opera House. „Agnieszka Rehlis zrobiła ogromne wrażenie, debiutując w teatrze wśród okrzyków uznania ... jest całkowicie wiarygodną postacią, łącząc olśniewający, mroczny głos z wyczuwalnym poczuciem dramatyzmu", „Jej śpiew ma prawdziwą głębię, która wydaje się odzwierciedlać duszę ze stalowym rdzeniem ... Jest po prostu wspaniała, z prezencją dorównującą autorytetowi jej wokalu.", „Spektakl kradnie, jak to nierzadko bywa, Amneris Agnieszki Rehlis, polskiej mezzosopranistki debiutującej w ROH ... Bardzo efektowne wokalnie wykonanie (po scenie sądu publiczność eksplodowała entuzjazmem), łączace w sobie znakomitą prezencję sceniczną z charyzmą i wiarygodnością", pisali krytycy. Chronologicznie, była to dziewiąta produkcja Aidy w ROH, a Agnieszka Rehlis przeszła do historii jako druga Polka która zaśpiewała spektakl premierowy, powtarzając tym samym sukces Stefanii Toczyskiej z 1984 roku. Następnym wydarzeniem była premiera Giocondy, wspólnej produkcji opery narodowej Słowenii z włoskimi teatrami w Catanii i Como, wystawiona w Teatro Filarmonico w Weronie, w której solistka kreowała rolę Laury. W grudniu debiutowała na scenie La Scali w roli Piastunki Ksenii w premierowym spektaklu Borysa Godunowa, otwierającego sezon operowy w Mediolanie.
Znaczną część roku 2023 spędziła na kontynencie australijskim. W marcu stanęła na deskach Sydney Opera House, w koncertowej wersji Roberta Devereux Donizettiego, debiutując w roli Sary. W maju pojawiła się w Tuluzie aby kreować tytułową rolę w Gwałcie na Lucrecji Brittena, by już w czerwcu powrócić do Sydney do swojej flagowej roli Ameris. Trzecim z kolei wydarzeniem na antypodach był występ w Giocondzie, gdzie zaśpiewała dwa koncerty w obsadzie wielkich nazwisk światowej opery, jak relacjonowano, „Polska mezzosopranistka ... czerpie z bardziej delikatnych i pełnych wdzięku odcieni, tworząc wyrafinowany, ale też zdecydowany i szczery wizerunek Laury. Rehlis błyszczy niezależnie od kombinacji głosów wokół niej". Pod koniec lata, pojawiła się na Festiwalu Muzycznym w Bremie, w roli Azuceny w Trubadurze, „Szczególnie Agnieszce Rehlis udało się wydobyć charakter swojej bohaterki ... lecz nie tylko gra, ale także jej niezwykle mroczny, pełen niuansów mezzosopran wywarł ogromne wrażenie". Następnym wydarzeniem był Tristan i Izolda w Sewilli gdzie wystąpiła w roli Brangien. Koniec roku i początek nowego spędziła w roli Amneris, występując na przemian we Frankfurcie i w Warszawie.
Kolejne sukcesy ugruntowały pozycję artystki jako poszukiwanej wykonawczyni dramatycznych partii mezzosopranowych, szczególnie Verdiego. Ilość zaproszeń napływających z najważniejszych domów operowych i filharmonii przerosła wszelkie oczekiwania, a przede wszystkim możliwości. Coraz częściej musiała odmawiać udziału w bardzo atrakcyjnych dla niej i ważnych artystycznie wydarzeniach. W okresie od lutego do maja 2024 prawie nie schodziła ze sceny. Wystąpiła w czterech inscenizacjach wokalno-baletowych Messa da Requiem w Zurychu, wszystkie śpiewając w przerwach między próbami do roli Niewidomej w Giocondzie, której premierę z udziałem: Anny Netrebko, Agnieszki Rehlis i Jonasa Kaufmanna, pod batutą Antonia Pappano, przygotował Wielkanocny Festiwal Operowy w Salzburgu. W Wielkim Tygodniu znów podróżowała kilkukrotnie między występami w Salzburgu i Zurychu, by po krótkim świątecznym oddechu w Warszawie zaśpiewać ostatni spektakl na alpejskim festiwalu, a już następnego dnia wylądować w Walencji na próbach do premiery Balu maskowego w roli Ulryki. W połowie czerwca debiutowała w Arena di Verona, w Aidzie, spektaklu który rok wcześniej uświetnił setną rocznicę powstania festiwalu. Sukces produkcji wywołał duże zainteresownie, tak że niemal wszystkie z 22000 biletów zostały sprzedane. Jak zauważono, „Agnieszka Rehlis ze swobodą dominuje w tej kreacji, wykazując się przekonującą znajomością roli Amneris. Polską mezzosopranistkę wyróżnia mieniący się barwami głos, z plastyczną i krągłą linią, zarówno w środku pełną i treściwą, jak i w górnym rejestrze, mocną i dobrze pokazaną. Frazowanie jest zawsze trafne i angażujące, wiarygodnie ukazujące różne oblicza egipskiej księżniczki." Z końcem lata wróciła na krótko do Warszawy na festiwal Chopin i jego Europa, gdzie debiutowała w roli Cześnikowej w koncertowej wersji Strasznego Dworu. Udała się do Gruzji aby wystąpić w Requiem Verdiego na festiwalu muzycznym w Tsinandali. Z zespołem Teatru Wielkiego, otworzyła sezon operowy w Dubaju, jako Amneris w Aidzie, produkcji naszej Opery Narodowej. Swoją egzotyczną wyprawę na wschód zakończyła rolą Ulryki w Balu Maskowym w Royal Opera House Muscat w Omanie. Późną jesienią powróciła do Frankfurtu znów jako Amneris, a w przerwach między spektaklami dawała występy w Requiem Verdiego w Aix-en-Provence i Opéra de Dijon. 
Przełom roku spędziła w Zurychu gdzie wzięła udział w nowej produkcji Balu Maskowego. „Ulrykę zagrała Agnieszka Rehlis, której bogaty, ciemny mezzosopran dawał prawdziwą rozkosz. Jej głos prezentował niezwykłą jednolitość w całej skali, z wysokimi tonami równie dobrze umiejscowionymi, jak i najniższymi, dopełnionymi doskonałym legato i frazowaniem ... Pomimo drobnej postury, dominowała na scenie jako charyzmatyczne medium o uderzającej prezencji”. Udała się do londyńskiej Royal Opera House, by powrócić do roli Azuceny, w tej samej inscenizacji w której odniosła spektakularny sukces w 2021 r. w Zurychu. Była to bowiem koprodukcja tych dwóch teatrów. Jak relacjonowano: „Równie imponująca była Azucena w interpretacji Agnieszki Rehlis ... krągły, przyciemniony i bogaty głos, schodzący głęboko w najniższe rejestry piersiowe, definiował jej wielką arię z II aktu, Stride la vampa", „W wieczór premiery początkowo brakowało impetu ... Kiedy jednak pojawiła się Agnieszka Rehlis jako mściwa Azucena, tempo nabrało życia, a niepewność ustąpiła. Polska mezzosopranistka, zuchwała w swojej gwałtowności i niepohamowana w rozpaczy, przy tym utrzymująca na wodzy teatralną histerię", „dysponuje niezwykle wyrafinowanym instrumentem, który lśni niczym piękny promień światła ... Jej wspaniały, pełen emocji dolny rejestr w arii Stride la vampa! przykuł uwagę, rozdzierającą serce opowieścią".

### Aktywność koncertowa
Agnieszka Rehlis była gościem niezliczonych sal koncertowych i filharmonii w Polsce i za granicą wykonując dzieła oratoryjne z różnych epok. W swoim repertuarze ma ich ponad 80. W latach 1999–2017 artystka współpracowała z Krzysztofem Pendereckim. Wzięła m.in. udział w światowej premierze VIII Symfonii Lieder der Vergänglichkeit (Pieśni przemijania) w roku 2005. W styczniu 2011 wystąpiła na koncercie w Filharmonii Narodowej, oficjalnie kończącym Rok Chopinowski, gdzie wraz z orkiestrą Sinfonia Varsovia pod batutą Walierija Giergijewa wykonała dzieło Krzysztofa Pendereckiego Powiało na mnie morze snów…, skomponowane do słów poetów polskich. W lutym 2014 r. odbyła tournée z Orkiestrą Filharmonii Izraelskiej uczestnicząc w wykonaniu Polskiego Requiem, pod batutą kompozytora. W listopadzie 2014 r. w Brukseli wzięła udział w światowym prawykonaniu Dies Illa, utworu napisanego na zamówienie Festiwalu van Vlaanderen, dla upamiętnienia rocznicy wybuchu I wojny światowej. Aktywnie uczestniczy również w wykonaniach dzieł oratoryjnych innych kompozytorów. W 2010 roku wzięła udział w wykonaniu Requiem Romana Maciejewskiego w Katedrze Westminsterskiej w Londynie, w ramach obchodów Roku Polskiego w Wielkiej Brytanii. W 2015 r. zadebiutowała w Filharmonii Berlińskiej wykonując Stabat Mater K. Szymanowskiego. Stabat Mater wykonała również na Klara Festival w Brukseli, pod dyrekcją Władimira Jurowskiego z London Symphony Orchestra, w marcu 2016 roku.

## Repertuar

### Role
| Rola                | Tytuł                     | Kompozytor           | Rok – Miejsce |
| ------------------- | ------------------------- | -------------------- | --- |
| Amneris             | Aida                      | Giuseppe Verdi       | 2024 - Dubai Opera 2024 - Festiwal Arena di Verona 2024 – Teatr Wielki – Opera Narodowa 2023 – Teatr Wielki – Opera Narodowa 2023 – Oper Frankfurt 2023 – Sydney Opera House 2022 – Royal Opera House w Londynie 2022 – Savonlina Opera Festiwal 2022 – Teatro di San Carlo w Neapolu 2020 – Teatr Narodowy w Pradze 2020 – Sydney Opera House (odwołane, COVID-19) 2018 – Aalto-Musiktheater w Essen 2017 – Estońska Opera Narodowa w Tallinnie 2016 – Estońska Opera Narodowa w Tallinnie |
| Azucena             | Trubadur                  | Giuseppe Verdi       | 2025 – Staatsoper Unter den Linden w Berlinie 2025 – Royal Opera House w Londynie 2023 – Festiwal Muzyczny w Bremie 2021 – Opernhaus Zürich 2019 – Teatro de la Maestranza w Sewilli 2018 – Konzert Theater, Stadttheater w Bernie 2017 – Festiwal Domstufen w Erfurcie 2014 – Opera Krakowska 2013 – Opera Krakowska |
| Ulryka              | Bal maskowy               | Giuseppe Verdi       | 2025 - Opernhaus Zürich 2024 - Opernhaus Zürich 2024 - Royal Opera House Muscat 2024 - Palau de les Arts Reina Sofía w Walencji 2021 - Teatro Massimo w Palermo (odwołane, COVID-19) |
| Fenena              | Nabucco                   | Giuseppe Verdi       | 2020 – Teatro Municipal, Chilijska Opera Narodowa w Santiago (odwołane, COVID-19) 2019 – Bayerische Staatsoper w Monachium 2017 – Teatr Wielki – Opera Narodowa 2016 – Teatr Wielki – Opera Narodowa 2015 – Teatr Wielki – Opera Narodowa 2014 – Teatr Wielki – Opera Narodowa 2009 – Teatr Wielki – Opera Narodowa 2008 – Teatr Wielki – Opera Narodowa 2003 – Teatr Wielki – Opera Narodowa                                                                                               |
| Księżniczka Eboli   | Don Carlo                 | Giuseppe Verdi       | 2020 – Aalto-Musiktheater w Essen (odwołane, COVID-19) |
| Pani Meg Page       | Falstaff                  | Giuseppe Verdi       | (potrzebna informacja) – Opera Wrocławska |
| Maddalena           | Rigoletto                 | Giuseppe Verdi       | (potrzebna informacja) – Opera Wrocławska |
| Flora Bervoix       | Traviata                  | Giuseppe Verdi       | (potrzebna informacja) – Opera Wrocławska |
| Adalgisa            | Norma                     | Vincenzo Bellini     | 2017 – Teatr Wielki – Opera Narodowa (wersja koncertowa) |
| Sara                | Roberto Devereux          | Gaetano Donizetti    | 2023 – Sydney Opera House |
| Maffio Orsini       | Lukrezia Borgia           | Gaetano Donizetti    | 2010 – Teatr Wielki – Opera Narodowa 2009 – Teatr Wielki – Opera Narodowa |
| Niewidoma           | Gioconda                  | Amilcare Ponchielli  | 2024 - Festiwal Wielkanocny w Salzburgu |
| Laura               | Gioconda                  | Amilcare Ponchielli  | 2023 – Sydney Opera House (wersja koncertowa) 2022 – Teatro Filarmonico w Weronie 2003 – Opera Wrocławska, scena na wodach Odry |
| Niania Kseni        | Borys Godunow             | Modest Musorgski     | 2022 – La Scala w Mediolanie |
| Chiwrja             | Jarmark Soroczyński       | Modest Musorgski     | 2019 – Komische Oper Berlin |
| Wróżka              | Ognisty Anioł             | Siergiej Prokofjew   | 2022 – Teatro Real w Madrycie 2020 – Teatr Wielki – Opera Narodowa 2018 – Festiwal w Aix en Provence 2018 – Teatr Wielki – Opera Narodowa 2017 – Scottish Opera w Glasgow 2017 – Opernhaus Zürich w Zurychu |
| Właścicielka hotelu | Ognisty Anioł             | Siergiej Prokofjew   | 2022 – Teatro Real w Madrycie |
| Marta               | Jolanta                   | Piotr Czajkowski     | 2016 – Teatr Wielki – Opera Narodowa 2013 – Teatr Wielki – Opera Narodowa |
| Śmierć              | Le Rossignol (Соловей)    | Igor Strawinski      | 2013 – Teatr Wielki – Opera Narodowa |
| Brangien            | Tristan i Izolda          | Richard Wagner       | 2023 – Teatro de la Maestranza w Sewilli |
| Waltraute           | Zmierzch Bogów            | Richard Wagner       | 2019 – Opera de Oviedo |
| Schwertleite        | Walkiria                  | Richard Wagner       | 2006 – Opera Wrocławska |
| Fryka               | Złoto Renu                | Richard Wagner       | 2006 – Opera Wrocławska |
| Kompozytor          | Ariadna na Naksos         | Richard Strauss      | 2016 – Opera Krakowska 2015 – Opera Krakowska 2013 – Opera Krakowska 2012 – Opera Krakowska |
| Pierwsza pokojówka  | Elektra                   | Richard Strauss      | 2014 – Teatr Wielki – Opera Narodowa 2010 – Teatr Wielki – Opera Narodowa |
| Orfeusz             | Orfeusz i Eurydyka        | Ch.W. Gluck          | 2015 – Opera Krakowska 2014 – Opera Krakowska 2013 – Opera Krakowska |
| Dorabella           | Così fan tutte            | W.A. Mozart          | 2006 – Opera Wrocławska |
| Cherubin            | Wesele Figara             | W.A. Mozart          | (potrzebna informacja) – Opera Wrocławska |
| Druga dama          | Czarodziejski Flet        | W.A. Mozart          | (potrzebna informacja) – Opera Wrocławska |
| Carmen              | Carmen                    | Georges Bizet        | 2019 – Aalto-Musiktheater w Essen 2018 – Aalto-Musiktheater w Essen 2017 – Opera Podlaska w Białymstoku 2016 – Opera Podlaska w Białymstoku 2015 – Opera Podlaska w Białymstoku |
| Mercedes            | Carmen                    | Georges Bizet        | 1997 – Opera Wrocławska |
| Anna                | Trojanie                  | Hector Berlioz       | 2017 – Semperoper w Dreźnie |
| Siebel              | Faust                     | Charles Gounod       | (potrzebna informacja) – Opera Wrocławska |
| Lukrecja            | Gwałt na Lukrecji         | Benjamin Britten     | 2023 – Teatr Capitol w Tuluzie |
| Lisa                | Pasażerka                 | Mieczysław Wajnberg  | 2016 – Teatr Wielki – Opera Narodowa 2012 – Teatr Wielki – Opera Narodowa 2010 – Teatr Wielki – Opera Narodowa |
| Hannah              | Pasażerka                 | Mieczysław Wajnberg  | 2016 – Florida Grand Opera w Miami 2015 – Lyric Opera w Chicago 2014 – Lincoln Center Festival w Nowym Jorku 2014 – Houston Grand Opera 2010 – Festiwal w Bregencji, scena na wodach Jeziora Bodeńskiego (światowa prapremiera) |
| Hagar               | Moby Dick                 | Eugeniusz Knapik     | 2014 – Teatr Wielki – Opera Narodowa |
| Cześnikowa          | Straszny dwór             | Stanisław Moniuszko  | 2024 - Teatr Wielki – Opera Narodowa (wersja koncertowa) |
| Jadwiga             | Straszny dwór             | Stanisław Moniuszko  | 2014 – Opera Podlaska w Białymstoku 2013 – Opera Podlaska w Białymstoku 2008 – Teatr Wielki – Opera Narodowa 2007 – Teatr Wielki – Opera Narodowa 1996 – Opera Wrocławska (pierwszy występ na scenie) |
| Aza                 | Manru (wersja koncertowa) | Ignacy J. Paderewski | 2001 – Opera Wrocławska (dawniej Opera Dolnośląska) |
| Eurydyka            | Antygona                  | Zbigniew Rudziński   | 2003 – Opera Wrocławska (dawniej Opera Dolnośląska) |
| Hudel               | Skrzypek na dachu         | Jerry Bock           | 2002 – Opera Wrocławska (dawniej Opera Dolnośląska) |
| Doralba             | Impresario w opałach      | Domenico Cimarosa    | 1996 – Opera Wrocławska |

## Nagrania

### Utwory Krzysztofa Pendereckiego

#### Płyty CD
Wytwórnia Naxos:
- Te Deum (2005);
- VIII Symfonia Lieder der Vergänglichkeit (2006);
- Jutrznia (2008)

#### Nagrania DVD
- Polskie Requiem – zapis z koncertu w hali Stoczni Szczecińskiej dla upamiętnienia wydarzeń w grudniu 1970 r.
- Siedem bram Jerozolimy w reżyserii Jarosława Minkowicza i Tomasza Bagińskiego – wyróżnione Nagrodą Główną: „Czeski Kryształ” (w sekcji „Muzyka na ekranie”) na Międzynarodowym Festiwalu Telewizyjnych Produkcji Muzycznych – Złota Praga w 2009[65]

### Inne nagrania

#### WytwórniaDUX
- Manru I. J. Paderewskiego (nagroda Akademii Fonograficznej w kategorii „Najwybitniejsze Nagranie Muzyki Polskiej”, 2004),
- Msze cz.1 Stanisława Moniuszki (nagroda Akademii Fonograficznej w kategorii „Album Roku Muzyka Chóralna i Oratoryjna”, 2009).
- Msze cz. 2 S. Moniuszki,- wyróżnione przez francuską Academie du Disque Lyrique „Złotym Orfeuszem Arturo Toscanini” (w kategorii „Najlepsza inicjatywa fonograficzna”).
- Missa Ex D Józefa Zeidlera[66] (2016).

#### Warner Classics
Stabat Mater K. Szymanowskiego (wraz z Aleksandrą Kurzak i Arturem Rucińskim w Filharmonii Narodowej w Warszawie pod dyrekcją Jacka Kaspszyka) 2016.

## Nagrody i odznaczenia
Laureatka I nagrody na Konkursie Wokalnym im. Franciszki Platówny we Wrocławiu (1991) oraz III nagrody w kategorii oratoryjnej na III Międzynarodowym Konkursie Wokalnym w Dusznikach Zdroju (1994). W 2021 została uhonorowana Srebrnym Medalem "Zasłużony Kulturze Gloria Artis".

## Działalność pedagogiczna
Agnieszka Rehlis prowadzi kursy mistrzowskie dla uczniów, studentów i absolwentów akademii muzycznych, m.in. w ramach Mistrzowskich Kursów Wokalnych im. Jana Kiepury w Sosnowcu.